# Programmation du festival des Vieilles Charrues
Cet article retrace les programmations du festival des Vieilles Charrues depuis ses débuts en 1992,.

## Historique des programmations

### De 1992 à 1999
| Année | Jour         | Artistes |
| ----- | ------------ | --- |
| 1992  | 1992         | Repas du Laboureur animé par Rag Mama Rag |
| 1993  | 1993         | Les Pires, Oy Ventilo, La Folyre, B12, Soft Touch Band et Students Brass Band |
| 1994  | 1994         | Les Satellites, Dolly & Co, Les Sardines, Oy Ventilo, Les Raouls j’te Pousse, Scotch Snap et La Fo-Lyre |
| 1995  | Vendredi     | The Silencers, Red Cardell, Ar Re Yaouank, Soul'Cactus |
| 1995  | Samedi       | Spook & the Guay, Carré Manchot |
| 1995  | Dimanche     | Blues Brothers, Taraf de Haïdouks Junior, |
| 1995  | Jour inconnu | À Bout de Souffle, Ongi Etorri, Namas Pamos, Mike Hutchinson, La puce à l'oreille |
| 1996  | Vendredi     | Miossec, Bernard Lavilliers, Taÿfa, Ar Re Yaouank, Hamon-Martin, |
| 1996  | Samedi       | Maxime Le Forestier, Les Innocents, Marcel et son Orchestre, |
| 1996  | Dimanche     | Frank Black (Pixies), Zebda, Red Cardell (invité : Dan Ar Braz), |
| 1996  | Off          | Gwenc'hlan (lauréat Jeunes Charrues), Ouf! La Puce, The Guilt, Oxyde de cuivre, Boulequies et Sonotones[réf. nécessaire].                                                                                         |
| 1997  | Vendredi     | Jane Birkin, Nada Surf, Miossec, Blankass et Kent. |
| 1997  | Samedi       | Simple Minds, Linton Kwesi Johnson, Marousse, Bates Motel et Bagadoù du Tonnerre |
| 1997  | Dimanche     | James Brown, Claude Nougaro, Diaouled ar Menez, Doo the Doo et Spontus |
| 1997  | Off          | Les Obsessionnels, Fanfare Le Snob, Apex Moving Cie, Annibal et ses éléphants, Smart Manouch, Boulequies et Sonotones[réf. nécessaire].                                                                           |
| 1998  | Vendredi     | MC Solaar, Jean-Louis Aubert, The Wailers, Natacha Atlas, Matmatah, Khaméléan et Bambi Cruz |
| 1998  | Samedi       | Charles Trenet, Louise Attaque, Johnny Clegg et le Bagad Kemper, The Gladiators, Zebda et Red Cardell, Wanick sur la scène electro                                                                                |
| 1998  | Dimanche     | Iggy Pop, Bernard Lavilliers, Shane MacGowan (des Pogues), Yuri Buenaventura, Pigalle, Trio Roland Becker, FAB, Didier Squiban et Tyour Gnawa                                                                     |
| 1998  | Off          | Tyour Gnawa, Teuz, Myster X, Les Frères Morvan, Boulequies et Sonotones... |
| 1999  | Mardi        | Rasta Bigoud, Gilles Servat & Bagad Roñsed-Mor, Hastan |
| 1999  | Mercredi     | 20 Bagadoù, Armens et l'Orchestre national de Barbès |
| 1999  | Jeudi        | Faudel, Dolly, Cornu, Pat O'May, Freedom For King Kong, François Audrain, Karma, Menestra |
| 1999  | Vendredi     | Massive Attack, Hubert-Félix Thiéfaine, Matmatah, Death in Vegas, Yann Tiersen, Mangu, Soïg Sibéril, Beth, Sloy, Pevar Den, Mister Gang                                                                           |
| 1999  | Samedi       | Stephan Eicher, Eagle Eye Cherry, Véronique Sanson, Tryo, Denez Prigent, Andre Williams & The Countdowns, Erik Marchand & Le Taraf de Caransebes, Lo'jo Triban, Loupous System Fonk, Arkan, Skeduz                |
| 1999  | Dimanche     | Pierre Perret, Ben Harper & The Innocent Criminals, Jacques Higelin, Burning Spear, Sinsemilia, Cesária Évora, Ensemble Matheus, Rachid Taha, Annie Ebrel - Riccardo Del Fra, The Little Rabbits, Lordryk, Filaj, |

### De 2000 à 2004
| Année | Jour     | Artistes |
| ----- | -------- | --- |
| 2000  | Vendredi | The Cranberries, William Sheller, Alan Stivell, La Ruda Salska, Saïan Supa Crew, Silmarils (remplace les Mystic Revelation of Rastafari), Gomez, Emir Kusturica & The No Smoking Orchestra, Raspigaous, Hilight Tribe |
| 2000  | Samedi   | Joe Cocker, Louise Attaque, -M-, 16 Horsepower, Mass Hysteria, Day One, Marcel et son Orchestre, Percubaba, Rinôçérôse et Siméon Lenoir & Travel Music, vainqueur du tremplin des Jeunes charrues |
| 2000  | Dimanche | Beck, Eddy Mitchell, Joan Baez, Asian Dub Foundation, Muse, The Skatalites, Femi Kuti, U Roy, Sergent Garcia, Les Goristes |
| 2001  | Vendredi | Ben Harper, Henri Salvador, Black Uhuru feat Sly & Robbie, Denez Prigent, Brooklyn Funk Essentials, Mickey 3D, Hooverphonic, Georges Moustaki, Arno, Le Peuple de l'Herbe |
| 2001  | Samedi   | Noir Désir (invité : Têtes Raides), Claude Nougaro, Java (invité : Daniel Colin), St Germain, Klaktonclown, Gnawa Diffusion, Zenzile, K2R Riddim, Rubin Steiner |
| 2001  | Dimanche | Placebo, Manu Chao, Matmatah, Vanessa Paradis, Gilles Servat, Kat Onoma, Dupain, Occidentale de Fanfare, Maceo Parker, Ska-P |
| 2002  | Vendredi | Les Rita Mitsouko, Buju Banton, Cheb Mami, Tarmac, Big Soul, Spook & the Guay, Joseph Arthur, Paris Combo, De La Soul, Patrice, Rodolphe Burger, Abstrackt Keal Agram, Robert le Magnifique, Gonzales |
| 2002  | Samedi   | The Cure, Louis Chedid (invité : -M-), Miossec, Asian Dub Foundation, Jimmy Luxury, Les Caméléons, Dionysos, Tiken Jah Fakoly, Dominique A, Hawksley Workman, Llorca, Aqua Bassino, Frederic Galliano & African Divas, Youngster |
| 2002  | Dimanche | Iggy Pop, Youssou N'Dour, Gérald De Palmas, Sanseverino, Yann Tiersen (invité : Têtes Raides), Susheela Raman, Brigitte Fontaine (invité : -M-), Sergent Garcia, Marianne Faithfull, Us3, DJ Seb the Player, Dreadzone, Bauchklang, Greg Dread                                                                                                  |
| 2003  | Vendredi | Salif Keïta, Pretenders, Renaud, Arno, Röyksopp, Hocus Pocus, Enrico Macias, Israel Vibration, Flogging Molly, Stupeflip, Monsieur Orange, EZ3kiel, High Tone, Interlope |
| 2003  | Samedi   | Nada Surf, Carlos Núñez, Zazie, Tricky, Gotan Project, Arthur H, Massilia Sound System, Les Wampas, Mickey 3D, Le Peuple de l'Herbe, DJ Vadim & Russian Percussions, The Herbaliser, Hexstatic, Amon Tobin, Fest-noz |
| 2003  | Dimanche | 22-Pistepirkko, Laurent Voulzy, Bénabar, Supergrass, R.E.M., Ceux qui marchent debout, Karin Clercq (invité : Zézé Mago), Bikini Machine, Rodolphe Burger (invités : Alain Bashung, Abstrackt Keal Agram), Calexico, Ganga, Tony Allen, DJ Maüs, Gnawa Njoum Experience                                                                         |
| 2004  | Vendredi | Texas (remplace David Bowie), The Divine Comedy, Rokia Traoré, The Coral, Alain Bashung (invités : Chloé Mons et Rodolphe Burger), Pleymo, New Paulette Orchestra, Fabulous Trobadors (invités : Bombes 2 Bal, Les Groove Boys), Starsailor, Ralph Myerz and the Jack Herren Band, Iration Steppas, Little Axe, Junior Delgado, Adrian Sherwood |
| 2004  | Samedi   | Tété, Paul Personne, Patti Smith, -M-, The Streets, A.S. Dragon, Jim Murple Memorial, Cali, Girls in Hawaii, Blood & Burger, Erik Truffaz, Emilie Simon, Abstrackt Keal Agram, X Makeena, Fest-noz |
| 2004  | Dimanche | Lhasa, Hugues Aufray, IAM, Muse, Thomas Fersen, Freestylers, Sonic Machine, Ilene Barnes, Kings of Leon, Horace Andy, Clotaire K, Svinkels, Buck 65, La Rumeur, Les Marrons Clair, |

### De 2005 à 2009
| Année | Jour     | Artistes |
| ----- | -------- | --- |
| 2005  | Vendredi | Deep Purple, New Order, Buena Vista Social Club presents Ibrahim Ferrer, Luke, Jane Birkin (invité : Alain Chamfort), Erik Marchand et Rodolphe Burger, LCD Soundsystem, Ba Cissoko, Jeanne Cherhal, Sheer K, Ghinzu, An Pierlé, Hollywood Porn Stars, Dj Morpheus, Sold Out |
| 2005  | Samedi   | Iggy and The Stooges, Mickey 3D, Ridan, Amadou et Mariam, The Sunday Drivers, Louis Bertignac, Jamie Cullum, Devendra Banhart, The Kills, Laetitia Shériff, Vitalic, Swayzak, La Phaze, Nils Petter Molvaer, Missill, Fest-noz |
| 2005  | Dimanche | Franz Ferdinand, Bernard Lavilliers, Tiken Jah Fakoly, Laurent Garnier, Tinariwen, Blues Explosion, Michel Delpech, Rachid Taha, Nosfell, Florent Marchet, Kool Shen, TTC, Busdriver, Goldie Lookin' Chain, Psykick Lyrikah |
| 2006  | Jeudi    | Mauss, Têtes Raides, Johnny Hallyday. |
| 2006  | Vendredi | Placebo,, Raphaël, Diam's, Rhesus, !!!, Yann Tiersen, dEUS, Dom Duff, Shout Out Louds, 113, K'Naan, FDB, Soïg Sibéril feat Abstrackt Keal Agram, Attila József par Serge Teyssot-Gay & Denis Lavant, Didier Super, Lebowski |
| 2006  | Samedi   | Madness, Cali, Jamel Debbouze, Babylon Circus, Les Cowboys Fringants, Editors, HushPuppies, Orange Blossom, Lords of Altamont, Besh O Drom, DJ Champion, Karkwa (invité : Brigitte Fontaine), Plaster, Ghislain Poirier, FMR.exe, Startijenn, fest-noz |
| 2006  | Dimanche | Pixies, Tracy Chapman, Julien Clerc, Dionysos, Da Silva, Bumcello, Meteor Show Extended de Rodolphe Burger (Invités Serge Teyssot-Gay de Noir Désir, Arnaud Dieterlen, Marco de Oliveira, Lionel Pierres d’Abstrackt Keal Agram, Johan Guillon d’Ez3kiel, Black Sifichi, David Thomas de Pere Ubu et Jacques Higelin), Olivia Ruiz, Infadels, Winston McAnuff & the Bazbaz Orchestra, Soulwax Nite Version Live, 2 Many DJ's, Digitalism, Erol Alkan, feu d'artifice |
| 2007  | Jeudi    | Charles Aznavour, Les Rita Mitsouko, Sanseverino, Philippe Katerine |
| 2007  | Vendredi | Peter Gabriel, Arcade Fire, Jacques Higelin, Kaolin, Ayọ, Galaxie, LCD Soundsystem, Clap Your Hands Say Yeah, Donavon Frankenreiter, Art Brut, DJ Zebra, Stuck in the Sound, Nelson, Fancy, Lugo, Christel Vars, Les Vedettes, le bal de l'Élysée Montmartre |
| 2007  | Samedi   | Bryan Ferry, Tryo, Salvatore Adamo, Émilie Simon, JoeyStarr, Gentleman, Sean Lennon, Justice, Herman Düne, Para One, Goose, Dj Funk, Daniel Hélin, Thomas VDB, Tékël, Dr Vince, Mr Maqs |
| 2007  | Dimanche | Yannick Noah, Kasabian, Grand Corps Malade, Groundation, Rickie Lee Jones, Abd Al Malik, Goose, Raul Paz, La Cie Métissée, Keny Arkana, Emily Loizeau, Oxmo Puccino & The Jazzbastards, Toumast, Beat Assailant, Interzone, Thomas VDB |
| 2008  | Jeudi    | Ben Harper & The Innocent Criminals, Motörhead, Babyshambles, BB Brunes |
| 2008  | Vendredi | ZZ Top, Christophe Maé, Yael Naim, Gogol Bordello, Daniel Darc (remplace AaRON), Calvin Harris, Ben's Brother, Patrick Watson, Senser, Constance Verluca, Sharko, Maïon et Wenn |
| 2008  | Samedi   | Étienne Daho, The Gossip, Matmatah, Gad Elmaleh, Camille, Yelle, Duffy, Zebramix, The Go! Team, Dub Incorporation, DJ Missil (remplace Simian Mobile Disco), Brisa Roché, Crystal Castles, Does It Offend You, Yeah?, SebastiAn |
| 2008  | Dimanche | Vanessa Paradis (avec Matthieu Chedid), The Hives, The Kooks, The Dø, Aṣa, Thomas Dutronc, The Wedding Present (remplace The Wombats), Psy4 De La Rime, Wax Tailor, Morcheeba, Foreign Beggars |
| 2009  | Jeudi    | Bruce Springsteen & The E Street Band, The Killers, Fiction Plane, Priscilla Ahn |
| 2009  | Vendredi | Lenny Kravitz, Bénabar, Nneka, Birdy Nam Nam, TV on the Radio, Micronologie, Montgomery, The Jim Jones Revue, Soirée Fargo Records avec Alela Diane, Joseph Arthur & the Lonely Astronauts, Alamo Race Track (annulation de dernière minute), Olle Nyman |
| 2009  | Samedi   | Charlie Winston, Renan Luce, Les Frères Morvan, Les Tambours du Bronx, Ghinzu, La Rue Kétanou, Cocoon, Izia, Coming Soon, Nashville Pussy, Naïve New Beaters, The Driver (aka Manu le Malin), Surkin, Metronomy, Solange la Frange, Grand Fest Noz, Championnat du monde d’Air Biniou |
| 2009  | Dimanche | Moby, Francis Cabrel, 2 Many DJ's, Julien Doré, Coming Soon, Alborosie, The Ting Tings, Baba Salah, Les Tambours du Bronx, Zone libre (Casey, Hamé, Serge Teyssot-Gay), Yo Majesty, Ministère des Affaires populaires |

### De 2010 à 2014
| Année | Jour     | Artistes |
| ----- | -------- | --- |
| 2010  | Jeudi    | Muse, Jacques Dutronc, Mr Oizo, Revolver et The Raveonettes. |
| 2010  | Vendredi | Mika, Supreme NTM, Diam's, Vitalic, Sophie Hunger, Airbourne, Tagada Jones, The Incredible Punish Yourself Picture Show, The Black Box Revelation, Wovenhand, Baroness, I Arkle, DJ Kemicalkem, Brother Ali, Airbourne |
| 2010  | Samedi   | Indochine, Phoenix, Boys Noize, Gaëtan Roussel, Gojira, Féfé, FM Belfast, Midlake, Sexy Sushi, Fanfarlo, Fortune, DJ Kentaro, Brother Ali, Dan le sac vs Scroobius Pip |
| 2010  | Dimanche | -M-, Alain Souchon, Jamiroquai, Gush, Pony Pony Run Run, Etienne de Crecy, Julian Casablancas, Toots & the Maytals, Raggasonic, Bitty McLean, Soul Stereo, Bost & Bim, Lord Zeljko, Contreo avec l'Orchestre de Bretagne |
| 2011  | Jeudi    | Scorpions, Snoop Dogg, Ar Re Yaouank, Kaiser Chiefs, Mondkopf, Yelle, Orchestre national de Barbès, Pulp, Olivia Ruiz, Jean-Louis Aubert, Adam Kesher, The Hyènes, Shaka Ponk, La Canaille, Julien Tiné, Titi Robin Trio, Le Grand Orchestre Armorigène, Stand High Patrol, Tremplin Taol Lans |
| 2011  | Vendredi | Eddy Mitchell, David Guetta, Miles Kane (remplace M.I.A.), The BellRays, Jack Johnson, Soprano, Foals, Cold War Kids, The Inspector Cluzo, Stromae, The Octopus, Systema Solar, Barrington Levy, DJ Elwood, Who knew, Lo Cor De La Plana, Siam, Sylvain Giro, Electric Bazar Cie, Savaty |
| 2011  | Samedi   | Cypress Hill, Supertramp, Angus & Julia Stone, The Bloody Beetroots, Yannick Noah, Two Door Cinema Club, AaRON, DJ Zebra & Le Bagad Carhaix, The Shoes, Tiga, Gildas Kitsuné, Nasser, Crystal Fighters, Misteur Valaire, Ibrahim Maalouf, Family of the Year, Olli & Mood, Championnat du Monde d'Air Biniou, Kreiz Breizh Akademy 3, Savaty Orchestar, fest noz                                     |
| 2011  | Dimanche | Lou Reed, The Chemical Brothers, Pierre Perret, PJ Harvey, Asaf Avidan & The Mojos, House of Pain, Ben l'Oncle Soul, Boogers, Congotronics vs Rockers, Goran Bregović, Gaetano Fabri, Nadara, Balkan Beat Box, DJ Tagada, Vojasa, Sondorgo feat Naat Veliov, Ladylike Lily, Erik Marchand vs Rodolphe Burger, Leif Vollebekk, Duoud, Savaty Orchestar, Krismenn                                      |
| 2012  | Jeudi    | Portishead, LMFAO, Zebda, Rover, Keziah Jones, Django Django, Don Rimini, Stuck in the Sound, Beat Assaillant, Breakbot, La Rumeur, Baadman, Im Takt |
| 2012  | Vendredi | The Cure, Martin Solveig, Thomas Dutronc, Metronomy, Brigitte, Hollie Cook, Bloc Party, M83, Youssoupha, Other Lives, Baxter Dury, Triggerfinger, El Hijo de la Cumbia, Danyèl Waro, Soïg Sibéril, Rich Aucoin, Sin Antesia, Colin |
| 2012  | Samedi   | Sting, Justice, Hubert-Félix Thiéfaine, Irma, Selah Sue, C2C, Busy P, The Rapture, Rodrigo y Gabriela y C.U.B.A., Kiril Djaikowski, Sallie Ford & The Sound Outside, Kanka, Balthazar, Christine, Badume's Band, Selamnesh Zemene, Blue & Black Zebra, Bobby & Sue, le dernier championnat de Air Biniou, fest-noz (avec Yann-Fañch Kemener/Menneteau, Vincendeau/Felder, Boulanger/Simon, Termajik) |
| 2012  | Dimanche | Bob Dylan, Gossip, Cœur de Pirate (annulé), Chinese Man, Garbage, Orelsan, 1995, L'Ensemble Matheus, Kasabian, Amadou & Mariam, Santigold, Jesus Christ Fashion Barbe, Avishaï Cohen, Dope D.O.D., Zara Moussa, Random Recipe, Ar Rannou, Burek, Taol Lañs |
| 2013  | Jeudi    | Rammstein, Raphaël, The Hives, Vitalic |
| 2013  | Vendredi | Patrick Bruel (remplace Elton John), Two Door Cinema Club, -M- Lilly Wood and the Prick, Keny Arkana, Lescop, Naive New Beaters, Paul Kalkbrenner, Rokia Traoré, Suuns, BRNS, Half Moon Run, Juveniles, Rangleklods, Youn Sun Nah, Jacky Molard Acoustique Quartet, Elektrik Gem, Serendou |
| 2013  | Samedi   | Neil Young & Crazy Horse, Asaf Avidan, Benjamin Biolay, Oxmo Puccino, Féfé, The Roots, Gentleman, Hanni El Khatib, Willy Belle, Rone, Jonathan Wilson, Superpoze, Yan Wagner, Cashmere Cat, Interzone Extended, Startijenn & El Taqa, Cansione / Grenanico, Fest-noz |
| 2013  | Dimanche | Phoenix, Carlos Santana, Marc Lavoine, Lou Doillon, The Vaccines, Alt-J (∆), Charles Bradley & his Extraordinarys, Mermonte, Busy P / Ed Banger Megamix, Mesparrow, La Femme, Marie-Pierre Arthur, Skip&Die, La Gale, Barzaz, La Mal Coiffée, Turbo Sans Visa, Jack Danielle's String Band,. |
| 2014  | Jeudi    | Indochine, The Black Keys, Vanessa Paradis, Odezenne, Skip the Use, Fauve, Christine and the Queens, Frànçois and The Atlas Mountains, HollySiz, Shantel & Bucovina Club Orkestar, Bakermat |
| 2014  | Vendredi | Elton John, Stromae, Casseurs Flowters, Franz Ferdinand, Miossec, The Celtic Social Club (Red Cardell, Jimme O'Neill, Ronan Le Bars...), Gesaffelstein, Jungle, Christine Salem, Kid Wise, Saint Michel, The Same Old Band, Tinariwen, Du Bartàs, Violons Barbares, Young Fathers, Dakh Daughters, Crew Peligrosos                                                                                   |
| 2014  | Samedi   | Arctic Monkeys, Shaka Ponk, Detroit, Julien Doré, Breton, Falabella, Diplo, Disiz, Benjamin Clementine, The Red Goes Black, Jabberwocky, Gramatik, Fakear, Carbon Airways, Les Brethoniques, Lena Jonsson, Nirmaan, Skenet |
| 2014  | Dimanche | Thirty Seconds to Mars, Lily Allen, Étienne Daho, Christophe, Girls in Hawaii, Yodelice, Ky-Mani Marley, Totorro, Régis Huiban, Coetus, Charkha, Kavinsky, BB Brunes (remplace Miles Kane), Birth of Joy, Traams, Von Pariahs, Bombay Show Pigs, Filastine, Silwink |

### De 2015 à 2019
| Année | Jour     | Artistes |
| ----- | -------- | --- |
| 2015  | Jeudi    | Muse, Brodinski, Soprano, Anna Calvi |
| 2015  | Vendredi | Tom Jones, The Chemical Brothers, The Dø, Archive, Christine and The Queens, Pierre Lapointe, Boris Brejcha, Caravan Palace, Cabadzi, Ez3kiel, Fragments, Laetitia Sheriff, Guillaume Perret, La Grande Tribu, Salut c'est cool, Dzambo Agusevi Orkestar, Feu! Chatterton, Maura Guerrera, Boogers Ghetto Blaster Party                                                    |
| 2015  | Samedi   | The Prodigy, George Ezra, SBTRKT, Calogero, Isaac Delusion, The Shoes, The Strypes, Thylacine, Tony Allen Review Feat. Damon Albarn & Oxmo Puccino, Madeon, Aurora, Fest Noz, Fritz Kalkbrenner, Lindigo, Bigflo et Oli, Caribbean Dandee (JoeyStarr & Nathy (Tüco) X DJ Pone X Cut Killer X B.A.G.A.R.R.E), Forabandit, Pevarlamm, Boogers Ghetto Blaster Party           |
| 2015  | Dimanche | Lionel Richie, David Guetta, Joan Baez, London Grammar, Brigitte, Dominique A, Flume, La Fine Équipe, Puts Marie, Stand High Patrol, Brieg Guerveno, Kreiz Breizh Akademi #5, Krismenn & AleM, Lolomis, Mazalda, Turbo Clap Club, Super Parquet, The Drums, Blaster Party & The Secret Church Orchestra                                                                    |
| 2016  | Jeudi    | Les Insus? (ex-Téléphone), The Kills, Guizmo, Jeanne Added, Étienne de Crécy, Mickey 3D, Mansfield.Tya, Last Train, Louis-Jean Cormier, Her, La Colonie de Vacances, Ladylike Lili, Les échassiers d'Afuma |
| 2016  | Vendredi | Pharrell Williams, Pixies, Michel Polnareff, Disclosure, Parov Stelar, Lou Doillon, Vald, Tindersticks, Soom-T, Socalled, Dominic Sonic, N'to Live Perc, FIDLAR, Lisa and the lips, Dengue Dengue Dengue!, Ropoporose, Feiz Noz Moc'h, Breton Blend, Les échassiers d'Afuma                                                                                                |
| 2016  | Samedi   | The Libertines, Alain Souchon & Laurent Voulzy, Louise attaque, Ibrahim Maalouf, The Avener, Ibeyi, Hyphen Hyphen, Flavien Berger, Synapson, Fakear, Danger, Katé Mé, Suede, Jambinai, Calypso Rose, Petit Biscuit, Grèn Sémé, Loened Fall, Malardé/Bouderiou, Christian et Sylvie Rivoalen, WAF*, Les Échassiers d'Afuma                                                  |
| 2016  | Dimanche | Lana Del Rey, Major Lazer, Nekfeu, Denez Prigent, Louane, Editors, Odesza, Jake Bugg, Lilly Wood & The Prick, Jain, La Yegros, Las Aves, Too Many Zooz, A-Wa, Sourdure, Organic Bananas, Sofiane Saidi, Alan Corbel, Youn Kamm et le Bagad du Bout du Monde, Les échassiers d'Afuma                                                                                        |
| 2017  | Jeudi    | Manu Chao La Ventura, Lamomali (-M-, Toumani Diabaté et Sidiki Diabaté), Justice, PNL, Deluxe, Alltta (20syl & Mr. J. Medeiros), Feder, Rocky, Iseo & Dodosound, Meute, Otzeki, Shame, Talisco, The Inspector Cluzo, Totorro |
| 2017  | Vendredi | Renaud, Phoenix, Die Antwoord, Dropkick Murphys, Faada Freddy, MHD, The Celtic Social Club, Georgio, Vintage Trouble, Vitalic ODC Live, Kungs, Sônge, Bachar Mar-Khalifé, Erik Marchand et Bojan Z, La Machine, Pixwae, Super Parquet |
| 2017  | Samedi   | Arcade Fire, M.I.A., Jean-Michel Jarre, Vianney, Royal Blood, Kery James, Møme, Camille, Naïve New Beaters, Clément Bazin, Colorado, San Salvador, Sylvain Barou, Comah Live, French 79, Gaye Su Akyol, Robert Le Magnifique, Fest Noz : Ampouailh, Fleuves, Le Normand, Pinc, Peron, Quenet                                                                               |
| 2017  | Dimanche | Macklemore & Ryan Lewis, Matmatah, Paolo Conte, Midnight Oil, Acid Arab, FFF, DJ Snake, KillASon, Radio Elvis, La Femme, Poni Hoax, Seasick Steve, Speed Caravan, Wax Tailor, Octave Noire, Dengue Dengue Dengue!, Kharoub, Les frères Berthiaume, Moger Orchestra |
| 2018  | Jeudi    | Depeche Mode, Marquis de Sade, Olli and the Bollywood Orchestra, NoLand, Soulwax |
| 2018  | Vendredi | Liam Gallagher, IAM, Jain, Portugal. The Man, Rilès, Lomepal, Mogwai, Kygo, Cœur de pirate, Lysistrata, Therapie TAXI, Altın Gün, KOKOKO!, Hungry 5 feat. Worakls, N’to & Joachim Pastor, Revolutionary Birds, Delgrès, La Tène, Throes + The Shine |
| 2018  | Samedi   | Gorillaz, Massive Attack, Damso, MØ, Ofenbach, Les Négresses vertes, Lee Fields & The Expressions, Charlotte Cardin, Rone, Rebeka Warrior, Young Fathers, Saro, Yuksek, Leska, Maria Simoglu, 'Ndiaz, Artùs |
| 2018  | Dimanche | Robert Plant & The Sensational Space Shifters, Orelsan, Véronique Sanson, Bigflo et Oli, Fatboy Slim, Eddy de Pretto, Roméo Elvis, Oscar and the Wolf, Lorenzo (invitée : Shy'm), INÜIT, Angèle, Voyou, The Blaze, The Limiñanas, Yüma, Dour/Le Pottier Quartet meet Sofia Sanden & Mia Guldhammer, Rizan Said, Ifriquiyya électrique                                      |
| 2019  | Jeudi    | The Chainsmokers, Booba, Jamel Debbouze, Vald, Camélia Jordana, Nile Rodgers & Chic, Paul Kalkbrenner, Zazie, Skunk Anansie, Balthazar, Columbine, Flavien Berger, Hubert Lenoir, Bror Gunnar Jansson, Namdose, The Psychotics Monks |
| 2019  | Vendredi | Tears For Fears, Iggy Pop, Gainsbourg Symphonique & Jane Birkin, Clara Luciani, Aya Nakamura, Tchami & Malaa, Boulevard des Airs, Razorlight, Caballero & JeanJass, Moha La Squale, Di#Se, Kompromat, Suzane, Tshegue, Etienne de Crecy, Kazut De Tyr, Saodaj', Yonatan Gat                                                                                                |
| 2019  | Samedi   | David Guetta, Black Eyed Peas, Ben Harper and The Innocent Criminals, Boris Brejcha, Muthoni Drummer Queen, Gringe, Jeanne Added, Georgio, Alice Merton, Atoem, Odezenne, Vendredi sur mer, Chloé Live, MNNQNS (remplace Fontaines D.C.), Ma Petite, Talec Noguet Quartet, Turfu, Lalala Napoli, Fest Noz : Arn et Ma Petite, Diridollou/Lavigne, Startijenn et Cyril Atef |
| 2019  | Dimanche | Martin Garrix, Christine and the Queens, Hubert-Félix Thiéfaine, Lomepal (remplace MHD), Parcels, Primal Scream, Petit Biscuit, Ammar 808, BCUC, Cocanha, Elisapie, Fleuves, Kikesa, Tamino, Lindigo Connexion, Nakhane, Muga |

### De 2020 à 2024
| Année         | Jour        | Artistes |
| ------------- | ----------- | --- |
| 2020 (annulé) | Jeudi       | Céline Dion, Stephan Eicher, Morcheeba, Pomme |
| 2020 (annulé) | Vendredi    | DJ Snake, Catherine Ringer chante les Rita Mitsouko, Maxime le Forestier, Lauryn Hill, Niska, Dirtyphonics, Izïa, Lolo Zouaï, Thylacine, Fontaines D.C., Dirtyphonics Liive, Malik Djoudi, RK, Tessa B., Brieg Guerveno, Dordogne, Maya Kamaty, Taxi Kebab, Mortal Cobra, Stepart                                                                          |
| 2020 (annulé) | Samedi      | Lenny Kravitz, Mika, Madeon, Ninho, Polo & Pan, Aloïse Sauvage, Hot Chip, Dewaere, Gaël Faye, Nemir, Stand High Patrol, L'impératrice, Vladimir Cauchemar, Zed Yun Pavarotti, Barba Loutig, Hiks, Conq-Felder, Johan Papaconstantino, Kreizh Breizh Akademi #7, Le Brigant - Prigent, Muddy Gurdy, Big Ben, Garesud                                        |
| 2020 (annulé) | Dimanche    | Angèle, James Blunt, Meute, The Avener, Rilès, Thérapie Taxi, Yseult, Hamza & SCH, Bon Entendeur, Last Train, The Murder Capital, Poupie, La Battue, Bagarre, Bértran Ôbrée, Marina Sarri & Fonés, Derya Yildirim & Grup Simsek, Scuru Fitchadu, O.B.F DJ Set                                                                                              |
| 2021          | Jeudi 8     | Vianney, Marína Sátti, Maya Kamaty |
| 2021          | Vendredi 9  | Miossec, Raphaël, Silly Boy Blue |
| 2021          | Samedi 10   | Woodkid, Prudence, Johan Papaconstantino |
| 2021          | Dimanche 11 | Philippe Katerine, L'Impératrice, Last Train |
| 2021          | Mardi 13    | Gaël Faye, Yseult, Hervé |
| 2021          | Mercredi 14 | Benjamin Biolay, Feu! Chatterton, Requin Chagrin |
| 2021          | Jeudi 15    | Pomme, Ben Mazué, Malik Djoudi |
| 2021          | Vendredi 16 | Catherine Ringer, Stephan Eicher, Brieg Guerveno |
| 2021          | Samedi 17   | Georgio, Bon Entendeur, Poupie |
| 2021          | Dimanche 18 | The Avener, Yelle, Joanna |
| 2022          | Jeudi       | Stromae, Clara Luciani, Last Train (remplace Fontaines D.C. ), Têtes Raides (remplace Maxime Le Forestier), Meute, Sch, Bianca Costa, Chilla, La Jungle, Laeti, Vendredi sur mer (remplace Hollysiz), Laetitia Shériff & Friends, Le Juiice, Lulu van Trapp                                                                                                |
| 2022          | Vendredi    | DJ Snake, Angèle, Juliette Armanet, Matmatah (invités : Kevrenn Alré), Rilès, Vladimir Cauchemar, Aloïse Sauvage, Catastrophe, Dirtyphonics Live, Fatoumata Diawara, Irène Drésel, Luidji, Stand High Patrol, Johnny Mafia (remplace Viagra Boys), Badume's Band, Crimi, Dordogne, Ludjêr                                                                  |
| 2022          | Samedi      | -M-, Midnight Oil (remplace Queens of the Stone Age), Bob Sinclar b2b Pedro Winter, Izïa, Ninho, Vitalic, Celeste, Dewaere, Lous and the Yakusa, Mansfield.TYA, Minuit Machine, Nemir, Nto, Thylacine, Ma Petite "Le moulin des roses", Rodrigo Cuevas, Sylvain Giro et le chant de la griffe, Fest-Noz (Ducasse, Hervé/Morice, KBA 8, Le Brigand/Prigent) |
| 2022          | Dimanche    | Orelsan, Feu! Chatterton, Ibeyi, Madeon, Metronomy, Polo & Pan, Vianney, Bagarre (Club), Dinos, Contrefaçon, Gargäntua, La Battue, Lolo Zouaï, Lujipeka, Structures, An'Pagay, Derya Yildirim & Grup Simsek, La Perla, Scuru Fitchadu |
| 2023          | Jeudi       | Céline Dion (annulée), Robbie Williams, Bigflo et Oli, Disiz, Hyphen Hyphen, Morcheeba, Petit Biscuit, Mimaa, Orange Blossom & Les Fleurs de métal, Pierre de Maere, Silly Boy Blue, Uzi Freyja, Maxwell Farrington & Le SuperHomard (remplace The Waeve), Tukan, Tramhaus                                                                                 |
| 2023          | Vendredi    | Blur, Aya Nakamura, Gazo, Jeanne Added, Shaka Ponk, Ko Ko Mo, Agar Agar, Agoria, Biga Ranx, Lass, The Celtic Social Club, Meryl, Reynz, SBRBS, BRAMA, None Sounds, The Wacky Jugs, Bruulu (KBA#9) |
| 2023          | Samedi      | Rosalía, Lomepal, Idles, Kungs, Pomme, Suzane, Leto & Guy2bezbar, Billx, Easy Life, Johnnie Carwash, Lewis OfMan, Minuit Machine, Voyou, Zaho de Sagazan, Barrut & Diridollou Lavigne, De La Crau, Maya Kamaty, Fest-noz (Hamon Martin, Digabestr, Duo Gazag)                                                                                              |
| 2023          | Dimanche    | Soprano, Phoenix, Hot Chip, Jain, Lorenzo, Moderat, Paul Kalkbrenner, Adé, Acid Arab, Gwendoline, Joy.s.a.d, Kalika, Mademoiselle K, Stuffed Foxes, Avalanche Kaito, Kaolila, Parranda La Cruz, Taxi Kebab |
| 2023          | Lundi       | Red Hot Chili Peppers, Skip the Use, Nova Twins, Silmarils, The Inspector Cluzo |
| 2024          | Jeudi       | David Guetta, Sam Smith, Gossip, PLK, Shay, Apashe with brass orchestra, Cerrone, Hervé, L'Impératrice, Yamê, Zamdane, Zaoui, Alias, Baby Volcano, Meule, Lucie Antunes |
| 2024          | Vendredi    | Sting, PJ Harvey, Hoshi, Yungblud, Jok'Air, Trinix, Flavia Coelho, Kid Francescoli, Molecule, Roland Cristal, Santa, Simony, Championne, Our lights, Bab l'bluz, In C'20 Sonneurs, Labelle, Mademoiselle |
| 2024          | Samedi      | Cypress Hill (annulé), Dadju & Tayc, Charlotte de Witte, Grand Corps Malade, Rival Sons, Soolking, Caravan Palace, Creeds live, La Fève, Lala &ce, Olivia Ruiz, Atoem, Dakh Daughters, Ivarh, Lagon Noir, Ojos, Sierra, Les Vulves Assassines, Festnoz : Skolvan - Dixit - L'Haridon-Le Pottier, C'hoarezed Guélou                                         |
| 2024          | Dimanche    | Kings of Leon, Simple Minds, Djadja et Dinaz, The Blaze, Charlotte Cardin, Eddy de Pretto, Angélique Kidjo, Baxter Dury, Bon Entendeur, Chinese Man, Doria, Julien Granel, Cxk, Éloi, Komodrag & the Mounodor, Liraz, Maar, Sourdurent |

### De 2025 à 2030
| Année | Jour     | Artistes |
| ----- | -------- | --- |
| 2025  | Jeudi    | Alanis Morissette, Damiano David, Bekar, Tiakola, Nina Kraviz, Deluxe, Trym, Vladimir Cauchemar, Naza, Saïan Supa Celebration, Théodort, Astéréotypie, Malik Djoudi, Craze, GaBLé, Grife, Meat Shirt |
| 2025  | Vendredi | Hamza (remplace Laylow), Julien Doré, Macklemore, Gesaffelstein, L'Entourloop, Solann, The Kills, Viagra Boys, Tif, Aime Simone, Alo Wala, Horizontal Francis, Maraboutage, Pamela, Ana Lua Caiano, David Krakauer, Eléonore Fourniau, Quinquis                                                                                  |
| 2025  | Samedi   | Amelie Lens, Aurora, Luidji, Martin Solveig, Stereophonics, Philippe Katerine, SDM (annulé), Worakls Orchestra, Adèle Castillon, Théodora, Fallen Alien, Fleuves, Lambrini Girls, Roszalie, Totorro, Aïta mon amour, Feràmia, The Kraken Consort, Fest-noz (Barokistania, Ital express, Lorho-Pasco/Lintanf, Nicol/le Forestier) |
| 2025  | Dimanche | Damso, Sex Pistols ft. Frank Carter, Zaho de Sagazan, Kompromat, Last Train, Ben Mazué, Ofenbach, Ronisia, Yoa, Boogie, Miki, Perceval, Théa, Wallace Cleaver, La Mòssa, Mémé k7 kba#10, Mitsune, Sami Galbi |

## Les Vieilles Charrues Remettent le Son!
| Année | Jour             | Artistes                                                              |
| ----- | ---------------- | --------------------------------------------------------------------- |
| 2007  | Vendredi 9 mars  | Miossec et Constance Verluca                                          |
| 2007  | Samedi 10 mars   | Renan Luce, Brisa Roché, Babet, John Lord Fonda, Yelle, datA, Débruit |
| 2007  | Dimanche 11 mars | Mayra Andrade, Ozan Trio                                              |
| 2008  | Samedi 1er mars  | La Rumeur et L'Épopée                                                 |
| 2008  | Vendredi 7 mars  | La Grande Sophie, Maïon & Wenn et Wine                                |
| 2008  | Samedi 8 mars    | Déportivo, Sna-fu et Hifiklub                                         |
| 2009  | Vendredi 13 mars | La Chanson du Dimanche, Zaza Fournier, Guillaume Cantillon            |
| 2009  | Samedi 14 mars   | Les Ramoneurs de Menhirs, The Craftmen Club, Mister Alone             |